# Schulzendorf
Schulzendorf è un comune di 9 665 abitanti del Brandeburgo, in Germania.

Appartiene al circondario di Dahme-Spreewald.

## Società

### Evoluzione demografica
- Sviluppo della popolazione dal 1875 entro gli attuali confini (Linea Blu: Popolazione; Linea puntata: Confronto dello sviluppo della popolazione dello stato del Brandenburgo; Sfondo grigio: Ai tempi del governo nazista; Sfondo rosso: Al tempo del governo comunista)
- Sviluppo recente della popolazione (Linea blu) e previsioni

| Anno | Abitanti |
| ---- | -------- |
| 1875 | 253      |
| 1890 | 265      |
| 1910 | 322      |
| 1925 | 761      |
| 1933 | 4 102    |
| 1939 | 7 508    |
| 1946 | 7 738    |
| 1950 | 8 052    |
| 1964 | 7 285    |
| 1971 | 7 303    |
| 1981 | 6 573    |

| Anno | Abitanti |
| ---- | -------- |
| 1985 | 6 264    |
| 1989 | 5 958    |
| 1990 | 5 810    |
| 1991 | 5 703    |
| 1992 | 5 771    |
| 1993 | 5 777    |
| 1994 | 5 877    |
| 1995 | 5 850    |
| 1996 | 5 824    |
| 1997 | 6 090    |

| Anno | Abitanti |
| ---- | -------- |
| 1998 | 6 467    |
| 1999 | 6 810    |
| 2000 | 7 004    |
| 2001 | 7 073    |
| 2002 | 7 117    |
| 2003 | 7 285    |
| 2004 | 7 409    |
| 2005 | 7 499    |
| 2006 | 7 549    |
| 2007 | 7 564    |

| Anno | Abitanti |
| ---- | -------- |
| 2008 | 7 617    |
| 2009 | 7 662    |
| 2010 | 7 706    |
| 2011 | 7 575    |
| 2012 | 7 560    |
| 2013 | 7 633    |
| 2014 | 7 706    |
| 2015 | 7 872    |
| 2016 | 7 961    |
| 2017 | 8 167    |

| Anno | Abitanti |
| ---- | -------- |
| 2018 | 8 222    |
| 2019 | 8 441    |
| 2020 | 8 945    |

Fonti dei dati sono nel dettaglio nelle Wikimedia Commons..